# Friedrich Karas
Friedrich Karas (* 29. Juli 1895 in Wien, Österreich; † 28. März 1942 in der NS-Tötungsanstalt Hartheim in Oberösterreich) war ein österreichischer katholischer Priester aus der Erzdiözese Wien und Gegner des NS-Regimes. Er wurde von den Nationalsozialisten verfolgt und ermordet.

## Leben
Friedrich Karas wurde 1939 zum Priester geweiht. Anschließend war er Kaplan in Gaubitsch und Petronell, danach Rektor in Mayerling.

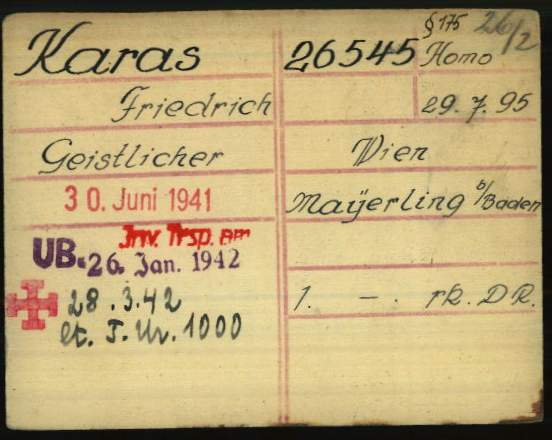
Registrierungskarte von Friedrich Karas als Gefangener in nationalsozialistischen Konzentrationslager Dachau

Nach dem „Anschluss“ Österreichs an das Dritte Reich durch die Nationalsozialisten wurde Kaplan Friedrich Karas 1940 erstmals festgenommen und wegen angeblicher „Unsittlichkeit“ zu einer dreimonatigen Haftstrafe verurteilt. Im Juni 1941 wurde er erneut verhaftet und schließlich im August 1941 im bayerischen Konzentrationslager Dachau (KZ Dachau) inhaftiert, wo er zunächst im sogenannten „Pfarrerblock“ untergebracht war.
Friedrich Karas war der erste Priester unter den Anfang 1942 im Invalidenblock des KZ Dachau abgesonderten kranken Häftlingen, der im Rahmen des „Euthanasie“-Programmes der Nationalsozialisten als „lebensunwert aussortiert“ und im Februar 1942 im Rahmen der sogenannten „Aktion 14f13“ abtransportiert wurde. Er kam in die dem KZ Dachau nächstgelegene NS-Tötungsanstalt Hartheim im Schloss Hartheim bei Alkoven in der Nähe von Linz in Oberösterreich, wo er „vergast“ wurde.